# Eriu-Sâncrai, Satu Mare
Eriu-Sâncrai (în maghiară Érszentkirály) este un sat în comuna Craidorolț din județul Satu Mare, Transilvania, România. Înainte de 1920, a făcut parte din comitatul Sălagiu.
 Acest articol despre o localitate din județul Satu Mare este deocamdată un ciot. Puteți ajuta Wikipedia prin completarea lui.

1. ↑  Corneliu Diaconovich, Enciclopedia Română, tomul II: Copepode - Keman, Editura W. Krafft, Sibiu, 1900, pag. 326.